# Antoni Marquès

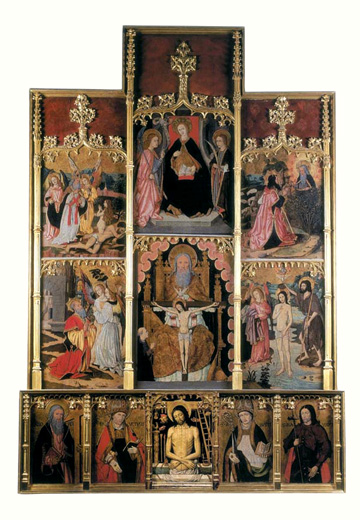
Retablo de la Santísima Trinidad (1506) en la Colegiata Basílica de Santa María (Manresa).

Antoni Marquès (Barcelona, siglo XV - Barcelona?, siglo XVI) fue un pintor de estilo renacentista.

## Biografía
Alrededor del año 1494 trabajaba junto a Bernat Goffer, un pintor de origen alemán instalado en Barcelona entre los años 1466-1502. Consta que durante el mes de mayo de 1494 cobró la mitad de 30 libras por la pintura de un retablo destinado a la parroquia de Santa Coloma de Centelles (Osona). En julio participó junto con Bernat Goffer como árbitro en las diferencias existentes entre la junta de obra de la parroquia de San Vicente de Sarriá y Eulàlia Huguet, hija del difunto pintor Jaume Huguet, sobre la liquidación de cuentas del precio del retablo de San Vicente que había pintado su padre.
En diciembre de 1494, Antoni Marquès se casó en Barcelona con Isabel, viuda de Pedro Guarer, y pagó a la catedral 4 sueldos por el derecho de esponsales, la dote de su mujer la recibiría el 30 de diciembre de 1504.
En 1497, su domicilio barcelonés estaba en la calle Ancha, no lejos de los domicilios de los pintores Jaume Vergós y Bernat Goffer, según consta en el fogaje general de Cataluña. 

## Obra artística
Entre los años 1504 y 1506 constan pagos realizados por la pintura y el dorado de un gran retablo mayor para la iglesia del convento de la Merced de Barcelona, presupuestado en 600 libras barcelonesas, en el que había también imágenes esculpidas por Joan de Casell. La obra, que había sido comenzada el 3 de abril de 1503, fue una de las más importantes del artista.
El 23 de agosto de 1504 contrató la pintura de un retablo para la iglesia parroquial de San Pedro de Premiá de Dalt. En 1507, junto con los pintores Gabriel Alemany, Rodrigo Vela y Nicolau de Credença, volvió a participar en un arbitraje entre los monjes del monasterio de Sant Cugat del Vallés y el pintor alemán Aine Bru, autor del retablo mayor de la iglesia monacal.
Como miembro del gremio de San Lucas, instalado en la basílica de la Merced de Barcelona, el año 1508 aportó 48 sueldos al abrirse la suscripción para la pintura del retablo de la capilla del gremio y que debía realizar el pintor Nicolau de Credença. Ese mismo año, junto con el pintor Fernando Camargo hicieron la valoración del retablo de San Juan Bautista de la iglesia del Monasterio de Santa María de Junqueras, de Barcelona, que había quedado inacabado debido a la muerte del pintor Pere Alemany, quien la había iniciado en 1504.
El 17 de septiembre de 1506, los albaceas del canónigo Massadella firmaron con el pintor una concordia o capitulaciones para la pintura del retablo de la Trinidad para la capilla de la Colegiata Basílica de Santa María (Manresa).
La autoría de este retablo había sido atribuida a Gabriel Guàrdia hasta que en 2008 se publicaron los documentos notariales (contratos de 1506) que prueban la realización por Antoni Marquès. De esta obra, la única conservada del autor, la tabla central de la predela se conserva en el Museo Episcopal de Vich.